# Henri Mouillefarine
Henri Mouillefarine (Montrouge, Alts del Sena, 1 d'agost de 1910 - Clamart, Alts del Sena, 21 de juliol de 1994) va ser un ciclista francès que va prendre part en els Jocs Olímpics de Los Angeles de 1932.
En aquests Jocs va disputar tres proves: la contrarellotge individual, en què quedà catorzè; la contrarellotge per equips, en què quedà cinquè; i la persecució per equips, en què guanyà la medalla de plata, formant equip amb Paul Chocque, Amédée Fournier i René Legrèves.